# Gejha
Gejha – gaun wikas samiti w zachodniej części Nepalu w strefie Lumbini w dystrykcie Palpa. Według nepalskiego spisu powszechnego z 2001 roku liczył on 1007 gospodarstw domowych i 5515 mieszkańców (3051 kobiet i 2464 mężczyzn).